# Witchfynde
Witchfynde (рус. «Вичфайнд») — британская хеви-метал-группа, образованная в северном Ноттингэмшире в середине 1970-х годов.
Группу Witchfynde причисляют к движению NWOBHM, хотя её звучание мало соответствовало данному стилю, а тем более сатанинскому имиджу команды.
Коллектив получил некоторую известность только к концу 1970-х. К этому моменту в состав входили вокалист Стив Бриджес, гитарист Монтало (настоящее имя Тревор Тейлор), басист Андро Коултон и ударник Гра Скоресби. Заключив контракт с фирмой Rondelet Music & Records, Witchfynde дебютировали с синглом «Give ’Em Hell». Здесь музыканты одними из первых использовали «сатанинские» тексты, подтолкнув тем самым группу Venom к основанию стиля блэк-метал.

## Состав

### Текущий состав
- Лютнер Белц — вокал (1983—1986, 1999, 2008—настоящее время)
- Тревор Тэйлор — гитара (1973—1984, 1999—настоящее время)
- Иен Хэмилтон — бас-гитара (2018—настоящее время)
- Грэ Скорсби — ударные(1973—1984, 1999—настоящее время)
- Траси Эббот — гитара (2014—настоящее время)

## Дискография
Студийные альбомы:
- Give ’Em Hell (1980)
- Stagefright (1980)
- Cloak and Dagger (1983)
- Lords of Sin (1984)
- The Witching Hour (2001)
- Play It to Death (2008)

Концертные альбомы:
- Royal William Live Sacrifice (2011)

Сборники:
- The Best of Witchfynde (1996)